# Jardim Europa (bairro de Uberlândia)
Jardim Europa é um bairro da Zona Oeste de Uberlândia, localizado à 8km do centro da cidade.
É formado pela união dos bairros Jardim Itália, Parque Santo Antônio I e II e pelos condomínios da Cidade Verde, nas imediações da Avenida Rio Mississipi. 

## Ruas e principais acessos ao Jardim Europa
- Os nomes de ruas do bairro, tem referência à localidades da Europa, como cidades dessa região.
- O principal acesso ao bairro, se dá pela Avenida Getúlio Vargas e posteriormente Avenidas Imbaúbas e Rio Mississipi. Ou também, pela Rodovia Uberlândia-Prata e Anel Viário Oeste (Ayrton Senna). [2]